# Костас Фортунис
Константинос „Костас” Фортунис (грч. Κωνσταντίνος "Κώστας" Φορτούνης; Трикала, 16. октобар 1992) је грчки фудбалер. Игра на позицији везног играча. У каријери је играо за Трикалу, Астерас Триполи и Кајзерслаутерн. Од 2014. до 2024. године наступао је за Олимпијакос из Пиреја.
За сениорску репрезентацију Грчке је наступао на Европском првенству 2012. године.